# Marta María Pastor
Marta María Pastor (Madrid, 1960) és una periodista i poeta espanyola. Ha desenvolupat pràcticament tota la seva carrera com a presentadora de ràdio a Radio Nacional de España en programes com Cita con; De la Noche al Día; El Ombligo de la Luna; Imaginario; 5.0, del que va ser codirectora i La Noche en Vela. Actualment dirigeix el programa Ellas pueden i és editora del web de Radio Clásica.
Ha estat pionera en l'ús i la divulgació d'Internet a Espanya, així com de l'ús i la difusió del periodisme digital i ciutadà. Així mateix, en la seva faceta com a poeta, ha publicat Voces Nuevas (Madrid, 1996), Cuaderno de los Pájaros Azules (Madrid, 2011) i Calendario (Madrid, 2012). També ha participat en el llibre col·laboratiu BlogBook: El futuro es tuyo. Ha estat professora de postgrau de la IL3-Universitat de Barcelona, és columnista d'Estrella Digital i manté el blog La Vida en Red.
Ha rebut el premi de l'Asociación de Usuarios de Internet, el premi AUTELSI, el premi Telecentros de la Unió Europea, el premi de poesia de l'Editorial Torremozas i el premi a la periodista «més solidària amb la igualtat de la dona» que atorga l'associació Mujeres para el Dialogo y la Educación. El 2013 va rebre el premi Bones Pràctiques de Comunicació No Sexista, que entrega l'Associació de Dones Periodistes de Catalunya.